# Karol Bołdeskuł
Karol Alfred Bołdeskuł (ur. 4 listopada 1877, zm. po 1944) – pułkownik dyplomowany piechoty Wojska Polskiego.

## Życiorys
W czasie I wojny światowej, od jesieni 1915 roku do sierpnia 1917 roku, był szefem radiowywiadu państw centralnych na całym froncie wschodnim. Z dniem 12 stycznia 1919 roku został przyjęty do Wojska Polskiego z byłej cesarskiej i królewskiej armii, z zatwierdzeniem posiadanego stopnia majora i przydzielony do Oddziału VI Informacyjnego Sztabu Generalnego. W Oddziale VI zajmował stanowisko szefa Sekcji Spraw Wojskowo-Politycznych, a od lutego 1919 roku, po reorganizacji, szefa Sekcji Spraw Zachodu. 1 kwietnia 1919 został wyznaczony na stanowisko szefa tego oddziału, a po reorganizacji przeprowadzonej w maju 1919 - szefa Oddziału II Informacyjnego Naczelnego Dowództwa. 22 maja 1920 roku został zatwierdzony z dniem 1 kwietnia 1920 roku w stopniu pułkownika, w piechocie, w grupie oficerów byłej armii austriacko-węgierskiej. Od 1 czerwca 1921 roku jego oddziałem macierzystym był Oddział V Sztabu Generalnego. 8 czerwca 1922 roku został wcielony do 21 pułku piechoty w Warszawie, jako oddziału macierzystego.
Z dniem 1 października 1922 roku przeniesiony został, w drodze superrewizji (uznany za inwalidę), w stan spoczynku. 26 października 1923 roku Prezydent RP Stanisław Wojciechowski zatwierdził go w stopniu pułkownika Sztabu Generalnego. Na emeryturze mieszkał w Warszawie.